# Markus Riebe
Markus Riebe (* 1955 in Gmunden) ist ein österreichischer Kunstpädagoge und Computer-Künstler.

## Leben und Wirken
Er absolvierte ein Lehramtsstudium an der Universität für künstlerische und industrielle Gestaltung Linz. Der Künstler lebt und arbeitet seit 1986 in Gallneukirchen, wo er ein Atelier für computerunterstützte Kunst und digitale Medien eingerichtet hat. Er unterrichtete von 1978 bis 1997 Kunst- und Werkerziehung am Europagymnasium Auhof sowie bis 2002 in der Lehrerausbildung an der Pädagogischen Hochschule des Bundes in Linz und an der Universität für künstlerische und industrielle Gestaltung Linz. Von 1997 bis 2017 war er Fachinspektor für Bildnerische Erziehung, Werkerziehung und Kreatives Gestalten beim Landesschulrat für Oberösterreich.
Er betreute mehrere museumspädagogische Projekte und Publikationen für namhafte Einrichtungen wie Kunsthistorisches Museum, Wien, Künstlerhaus Wien, Oberösterreichische Landesmuseen, Ars Electronica Center, Linz, O.K. Centrum für Gegenwartskunst, Roemer- und Pelizaeus-Museum Hildesheim.
2005/2006 fungierte er als Kunstankaufskurator der Stadt Linz und war Mitglied des Oberösterreichischen Landeskulturbeirates von 2006 bis 2014. Der Künstler ist Mitglied des Oberösterreichischen Kunstvereins, bei der Berufsvereinigung der bildenden Künstler Oberösterreichs und Gründungsmitglied der Künstlergruppe „℅:K – Institut für Kunstinitiativen“.

## Ausstellungen
Seit 1984 werden seine Werke im Rahmen von Einzel- und Gemeinschaftsausstellungen gezeigt, u. a.
- Siggraph Art Show Chicago 1992
- Third International Symposium on Electronic Art, Sydney 1992
- Neue Galerie der Stadt Linz 1989
- Galerie im Traklhaus, Salzburg, 1990.
- OK Centrum für Gegenwartskunst, Linz 1989
- OÖ Landesgalerie, Linz 1987, 1993, 1995, 2000
- Galerie des Oberösterreichischen Kunstvereins 1995, 1999, 2001, 2003, 2004, 2007, 2010, 2011, 2015
- Galerie Schloss Puchheim (1994, 2016)[2]
- Künstlerhaus Wien 1998, 2005
- Galerie der Berufsvereinigung der bildenden Künstler Oberösterreichs im Ursulinenhof 1984, 1988
- Museum der Stadt Gladbeck, Deutschland 1994, 1996
- Haus an der Redoute, Bonn 1999
- Stadtmuseum Nordico 1999
- Castello di Duino, Triest, Italien
- Galerie im 44er Haus, Leonding 2008
- Museo di Chianciano Terme, Toskana 2010, 2015
- Kunstverein Passau 2000, 2009
- Große Rathausgalerie, Landshut 2009
- Villa Sinnenreich, Rohrbach 2009
- Videoprojektion, Times Square, New York, USA, 2012, 2014
- Museo Vincenzo Vela, Ligornetto, Schweiz 2013
- Aljira Center for Contemporary Art, Newark, USA, 2015
- „Form/Code/Maps“ Ars Electronica Festival, Linz 2015[3]
- NÖ Dokumentationszentrum für Moderne Kunst, 2016[4]
- Lajevardi Foundation, Teheran, 2016.
- Museum of Contemporary Art, Isfahan 2017
- „Albrecht Dürer Incisioni e influssi“ Palazzo Ducale – Castello di San Giorgio, Mantova 2017
- „Landmarks“ Ars Electronica Festival, Linz 2017[5]
- „Electron Salon“, Los Angeles Center for Digital Art, USA, 2018.
- „State of the Art 2018“, Academy Square Gallery, Montclair, NJ, USA, 2018.
- „TOP 40 – International juried competition winners exhibition“, Los Angeles Center for Digital Art, USA, 2018.
- Galerie Art Affair, Regensburg, 2018.
- „District_9“, Parallel Vienna Artfair, 2018.
- „Art & Antique“, Kunstmesse, Hofburg Wien 2018
- „Art Austria“, Kunstmesse, Palais Liechtenstein, Wien 2019
- Micro arti visive, Rom, IT, 2019
- Los Angeles Center for Digital Art, USA, 2019
- „Digital Echoes“, Galerie Artemons contemporary, Wien, 2019[6]
- Parallel Vienna 2019 Artfair[7]
- „SCHAU....6“, Kunsthaus Kollitsch, Klagenfurt, 2019[8]
- „Einzelstücke“, Galerie Artecont Wien, 2020[9]
- „Landvermessung“, Kunstverein Passau, 2021[10]
- „That’s new and needed II“, Kunstsammlung des Landes OÖ, 2021[11]
- „Uncharted Territories“, Galerie Artecont, Wien, 2021[12]
- „Cytolon`s whisper“, Ars Electronica, OÖ Kunstverein, 2023[13]

## Werkabbildungen und -beschreibungen in Katalogen
- „10. Römerquelle Kunstwettbewerb“ Hrsg. Römerquelle GmbH, Wien 1990.
- „Visual proceedings“, ACM Siggraph, 1992, ISBN 0-89791-423-6.
- „Cultural Diversity in the Global Village“, TISEA, Sydney 1992.
- „Computerkunst 96“ Hrsg. Museum der Stadt Gladbeck, 1996, ISBN 3-923815-32-8.
- „Linzkunst“ Hrsg. Peter Kraml, Kulturamt der Stadt Linz, Kulturdirektion der OÖ Landesregierung, 1991, ISBN 3-900401-36-5.
- „Fiction/non-fiction“, OÖ. Landesgalerie, Residenz Verlag Hrsg. Peter Assmann, Linz 1995, ISBN 3-900746-80-X.
- „1000+1 Nacht – fragmentierte Erzählstücke“, Kataloge des OÖ Landesmuseums, Neue Folge Nr. 153. Hrsg. Peter Assmann, 2000, ISBN 3-85252-221-8.
- „stromaufwärts 09“ Hrsg. Kunstverein Passau e. v. und Stadt Landshut, 2009, ISBN 978-3-932949-84-5.
- „Form/Code/Maps“, M. Riebe Eigenverlag, Linz 2012.
- „Corpo et potere“ Hrsg. Gianna A. Mina, Museo Vincenzo Vela, Ligornetto, Ufficio Federale della Cultura Berna, Schweiz, ISBN 978-3-9524209-0-4.
- „Post City“, Gerfried Stocker, Christine Schöpf, Hannes Leopoldseder, Hatje Cantz Verlag, Deutschland, 2015, ISBN 978-3-7757-4021-0.
- „Territorien“, Ausstellungskatalog, OÖ. Kunstverein, Linz 1995.
- „Das Erlöschen der Vulkane“, Ausstellungskatalog, Rauminstallation im Offenen Kulturhaus, Linz 1989.
- „Einblick“, Ausstellungskatalog, O.Ö. Landesmuseum, Linz 1993.
- „ComputerArt 94“, Ausstellungskatalog, Städtische Galerie, Gladbeck 1994.
- „jetzt“, Ausstellungskatalog, OÖ. Landesmuseum, 1994.
- „Augenstücke“, Ausstellungskatalog, Stadtmuseum Nordico, 1996.
- OÖ. Kunstverein – Mitgliederausstellung zum 150-Jahrjubiläum, Ausstellungskatalog, 2001.
- 11NEUN – Abgang vom Kreuz, Ausstellungskatalog, Galerie am Tanglberg, Vorchdorf 2002.
- „kinder zeichnet“, Ausstellungskatalog, Galerie im Schloss Puchheim, Nöfa, Wels 2003.
- „Abschrecken“, Ausstellungskatalog, Schloss Lamberg, Steyr 2004.
- „natur:werk“ Ausstellungskatalog, Galerie Schloss Mondsee, 2005.
- „Un monda senza confini“ Castello di Duino, Triest, Ausstellungskatalog, 2005.
- „Anstiften – Nach dem Sommer“ Ausstellungskatalog, Galerie am Tanglberg, 2005.
- „Sechs für die Bundeshauptstadt“, Ausstellungskatalog, Künstlerhaus, Wien 2006.
- „artefakte-biofakte“, Ausstellungskatalog, Ars-Galerie, Peuerbach 2007.
- „fremd_gehen“, Ausstellungskatalog, Galerie im 44er Haus, Leonding 2008.
- „im fokus“, Ausstellungskatalog, Villa Sinnenreich, Rohrbach 2009.
- „Biennale di Chianciano Terme, Toskana“ Ausstellungskatalog, 2010.
- Museo di Chianciano Terme, Anglo/Italien Academy of Art Award, 2015.
- „Post City“, Gerfried Stocker, Christine Schöpf, Hannes Leopoldseder, Hatje Cantz Verlag, Deutschland, 2015, ISBN 978-3-7757-4021-0.
- „LTR–RTL“, Galerie Artmark, Wien. Ausstellungskatalog. Lajevardi Foundation, Teheran 2016.
- „Albrecht Dürer: come sentirò freddo dopo il sole“, Ausstellungskatalog, Palazzo Ducale – Castello di San Giorgio, Mantova 2016, ISBN 978-88-918-1010-6.
- „Gallery Spaces“, Ars Electronica Festival, Linz 2017.
- „Districts & Digital Echoes“, Markus Riebe, 2019, ISBN 978-3-200-06254-2.
- „The Art of Encounter. Practices of Dialogue in Austrian Relations“, Bundesministerium für Europa, Integration und Äußeres, 2019, ISBN 978-3-9504271-9-6.[14]